# Holi
Holi (en sánscrito: होली en AITS: holī) es un festival hindú popular de primavera celebrado en la India, en Nepal y en algunas comunidades de origen indio del Caribe y de Rusia dedicado al color.

## Origen del mito
Holi hace referencia a Joliká, la malévola hermana del rey Hiranyakashipu y tía del príncipe Prahlada. Cuando los poderes que le fueron otorgados al rey le cegaron, creyéndose la única deidad a la que su pueblo debía adorar su señor, el príncipe Prahlada decidió seguir adorando a Vishnu y enfureció a su padre. El rey decidió castigar a su hijo cruelmente, pero nada cambió: Prahlada no iba a adorar a su padre. Es por ello que su tía decidió que la única solución posible era matar al príncipe y le invitó a sentarse en una pira con ella, que llevaba un manto ignífugo que le protegía de las llamas. Pero, en ese momento, el manto cambió de dueño y protegió a Prahlada, que vio como su tía moría abrasada por las llamas. El dios Vishnu, aquel al que adoraba el príncipe, apareció justo en ese instante y mató al rey arrogante.
La hoguera es un recordatorio de la victoria simbólica del bien sobre el mal, de Prahlada sobre Hiranyakashipu y Joliká. El Holi se celebra el día posterior a la hoguera. En la región de Braj de la India, donde Krishna creció, el festival se celebra durante 16 días (hasta Rangpanchmi) en conmemoración del amor divino de Radha profesaba por Krishna, una deidad hindú. Las festividades marcan el comienzo oficial de la primavera, y el Holi se celebra como fiesta de amor. 
Hay un mito simbólico detrás de conmemoración de Krishna también. El bebé Krishna tiene su característico color de piel azul porque la demonio gigante Putana lo envenenó con su leche materna. En su juventud, Krishna se desesperaba por saber si su color de piel sería un impedimento para gustarle a Radha y las otras Gopikas (niñas). Su madre, cansada de la desesperación, le pide acercarse a Radha y el color de su cara en cualquier color que quería. Esto que él hace, y Radha y Krishna se convirtió en una pareja. El colorido juguetón de la cara de Radha en adelante se ha conmemorado como Holi. Más allá de la India, estas leyendas para explicar el significado de Holi (Phagwah) son comunes en algunas comunidades del Caribe y Sudamérica de origen indio como Guyana y Trinidad y Tobago.
Festival de Holi tiene otro significado cultural. Es el día de fiesta hasta el final y librarse de los errores del pasado, los conflictos finales mediante el cumplimiento de los demás un día para olvidar y perdonar. La gente paga o se perdonan las deudas, así como hacer frente de nuevo con las personas en sus vidas. Holi también marca el inicio de la primavera, y para muchos el comienzo del nuevo año.
”Holi” festival de los colores en India
Despedir el invierno y darle la bienvenida a la primavera en la India, debe estar dentro de las cosas que todo ser humano quisiera experimentar. Cientos de personas, la mayoría jóvenes, se reúnen en las ciudades más importantes en conmemoración al amor de los dioses Radha y Krisná. Con polvos de pinturas de todos los colores, los asistentes de esta festividad se pintan los unos a los otros creando una inmensa nube multicolor. Todo esto ocurre a los pies de uno de los templos. Las celebración dura dos días, teniendo una fuerte importancia religiosa.

## Rituales del Holi

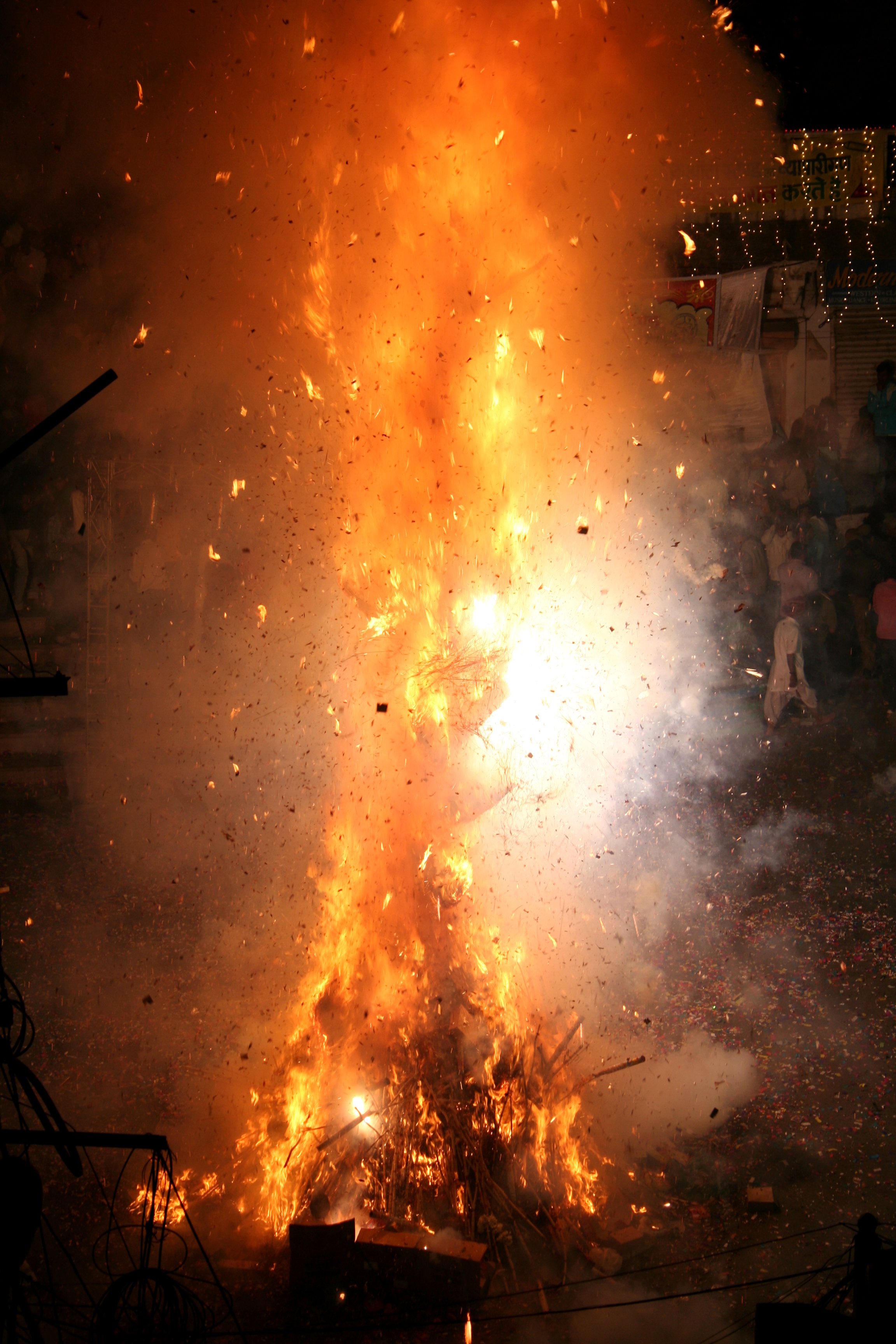
Hoguera en el frontis del Templo Jagdish, en Udaipur.

Holi es un festival hindú antiguo, con sus rituales culturales. Se menciona en los Puranas, Desahumara Charita, y por el poeta Kalidasa durante el reinado del siglo cuarto de Chandragupta II. La celebración de Holi sánscrito del siglo séptimo, Ratnavali. El festival de Holi ha capturado la fascinación de los comerciantes europeos y personal colonial británico en el siglo XVII. Varias ediciones antiguas de Oxford Inglés Diccionario mencionan, pero con diferentes grafías, derivados fonéticamente: Houly (1687), Hooly (1698), Huli (1789), Hohlee (1809) , Hoolee (1825) y de Holi en ediciones publicadas a partir de 1910.
Hay varios rituales culturales asociados con Holi:
Preparar Joliká pira para hoguera

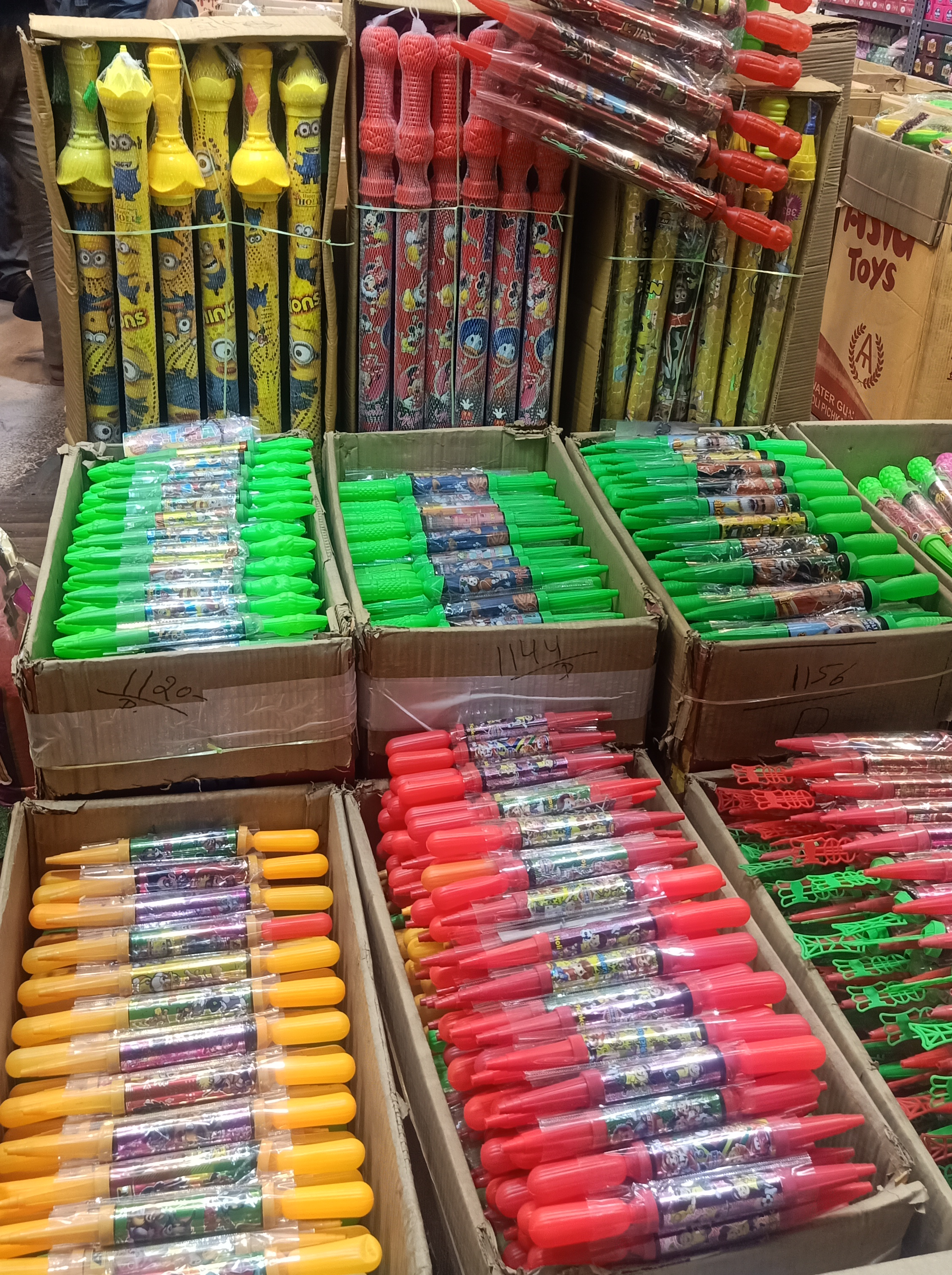
Holi festival water gun

Días antes de la gente del festival comienzan a recoger leña y los materiales combustibles para la hoguera en parques, centros comunitarios, cerca de los templos y otros espacios abiertos. En la parte superior de la hoguera es una esfinge para significar Joliká que engañó Prahalad en el fuego. Dentro de las casas, la gente abastecerse de los pigmentos de color, comida, bebidas del partido y los alimentos estacionales como gujiya, mathri, malpuas (dulces locales de país) y otras delicias regionales.
Joliká dahan
En la víspera de Holi, típicamente en o después del atardecer, la hoguera se enciende, lo que significa Holika Dahan. El ritual simboliza la victoria del bien sobre el mal. La gente canta y baila alrededor del fuego.
Juega con los colores
La fiesta de Holi y celebraciones comienzan la mañana después Joliká hoguera. No hay una tradición de celebración puja (oración), y el día es para ir de fiesta y el disfrute puro. Los niños y los grupos de jóvenes forman armado con colores secos, solución de color, significa que llenar y rociar a los demás con solución de color (pichkaris), globos que retienen el agua de color, y otros medios creativos para colorear sus objetivos.
En la región de Braj del norte de la India, las mujeres tienen la opción de golpear juguetonamente hombres que salvan con escudos, porque el día, los hombres se espera culturalmente a aceptar lo que las mujeres servir hacia fuera para ellos. Este ritual se llama lath Mar Holi Tradicionalmente, los colores derivados de plantas naturales lavables como la cúrcuma, el neem, dhak, kumkum se utilizaron, pero pigmentos comerciales a base de agua se utilizan cada vez más. Se utilizan todos los colores. Todo el mundo en áreas abiertas, como calles y parques son juego. Dentro de las casas o en las puertas, sin embargo, sólo polvo seco se utiliza para desprestigiar a la cara del otro. La gente tira los colores, y conseguir sus objetivos por completo de color hacia arriba. Es como una guerra de agua, pero donde se colorea el agua. A finales del día, todo el mundo se parece a un lienzo de colores. Esta es la razón por Holi se le da el nombre de "Festival de los Colores".
Grupos cantan y bailan, algunos tambores de juego y dholak. Después de cada parada de la diversión y jugar con los colores, la gente ofrece gujiya, mathri, malpuas y otras bebidas tradicionales delicacies. Chilled, incluyendo bebidas para adultos a base de hierbas intoxicantes locales, es también parte de la fiesta de Holi.

### En Bengala
Los bengalíes celebran Joli como Dola Yatra o festival de los columpios, donde las sagradas estatuas de Radha y Krisná se ponen en hamacas. Las mujeres cantan canciones, tiran colores y danzan, mientras los devotos dan vueltas para hacerlas pivotar. Las tradicionales delicadezas se preparan por adelantado y se sirven mientras que juegan al Dol Purnima.
En este día muchas personas visitan los templos, con ofrendas de deliciosas rasa gulab o malpoa (un postre hecho de harina, leche, azúcar y frutas secas).
Los participantes del festival beben un compuesto hecho con marihuana y leche, llamado Bhang.
El color, el ruido y la hospitalidad que acompaña la celebración de Dol Purnima testimonia a las sensaciones de la unicidad y de un sentido de la fraternidad y de la voluntad.

### En Calcuta
En Shantiniketan (la casa de Rabindranath Tagore en Calcuta) se celebra Dol de una manera única. Acoge con satisfacción la estación basanta (primavera) con música y danzas hasta la madrugada.
Las chicas jóvenes usan saris amarillos y danzan alrededor del ashram (monasterio) al ritmo de la canción de Tagore Khol khol dar.

### En Mathura
En Mathura, el lugar de nacimiento de señor Krisná, este día se celebra con una puya especial y la ofrenda tradicional de quien adora a Krisná.

### En Orissa
La gente de Orissa celebra Joli de una manera similar pero aquí los ídolos de Yaganat, la deidad del templo de Yáganat de Puri (Orisa), substituyen a los ídolos de Krisná y de Radha.

### En Guyarat

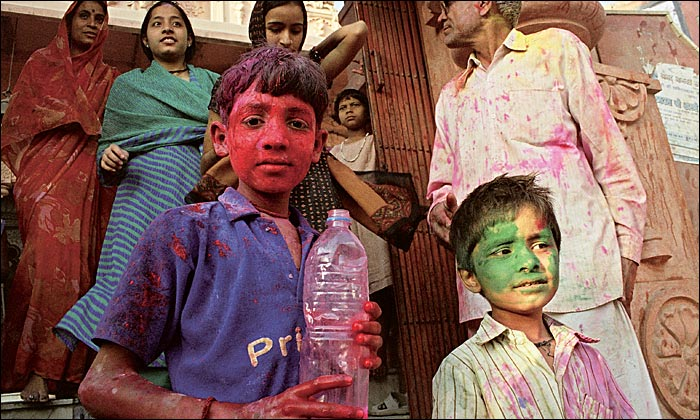
Niños celebrando Joli.

El festival de colores, Joli se celebra con la gran fanfarria en el estado de Guyarat de la India. Cayendo en el día de la Luna Llena en el mes de Phalguna, Joli es un festival hindú importante y marca la estación agrícola de la cosecha de Rabi. La hoguera también se enciende en los cuadrados principales de las aldeas, de los lugares y de las colonias. La gente se reúne a la hora de hoguera y celebra el acontecimiento, que es simbólico de la victoria del bien sobre el mal, cantando y bailando. Tribus de Guyarat celebran Joli con gran entusiasmo y bailan alrededor del fuego.

### Maharashtra
En Majarastra, el festiva Joli se asocia principalmente a la quema de la bruja Joliká. Joli Purnima también se celebra como Shimga, que se asocia a la eliminación de todo el mal. Una semana antes del festival, los jóvenes circundan el lugar, recogiendo leña y dinero. En el día de Joli, la leña se arregla en una pila enorme en un claro en el lugar. Cada hogar hace un ofrecimiento de dulces y de una comida completa a Agní, dios del fuego.
En el norte de la India, la diversión de jugar con colores ocurre tradicionalmente en el día de Ranga Panchami.

### En Mánipur
Los manipuris en el noreste de la India,, celebran Joli durante seis días.
Introducido en el siglo XVIII con el visnuismo, pronto se combinó con el antiquísimo festival de Yaosang.
Tradicionalmente, en la noche de la luna llena del mes de phalguna los jóvenes realizan una danza popular en grupo, llamada chongba thaabal, junto con canciones populares y golpes rítmicos del tambor indígena.
Sin embargo, esta fiesta al claro de luna ahora tiene toques modernos, lámparas fluorescentes y una hoguera de una choza cubierta con paja de heno. Los muchachos tienen que darles dinero a las muchachas para poder jugar gulal con ellas.
En los templos de Krisná, los devotos cantan canciones piadosas, danzan y realizan el juego gulal con tradicionales turbantes blancos y amarillos.
En el día pasado del festival, llevan las procesiones grandes hacia fuera del templo principal de Krisná cerca de Imphal, donde se organizan varios programas culturales.

### Norte y oeste de India

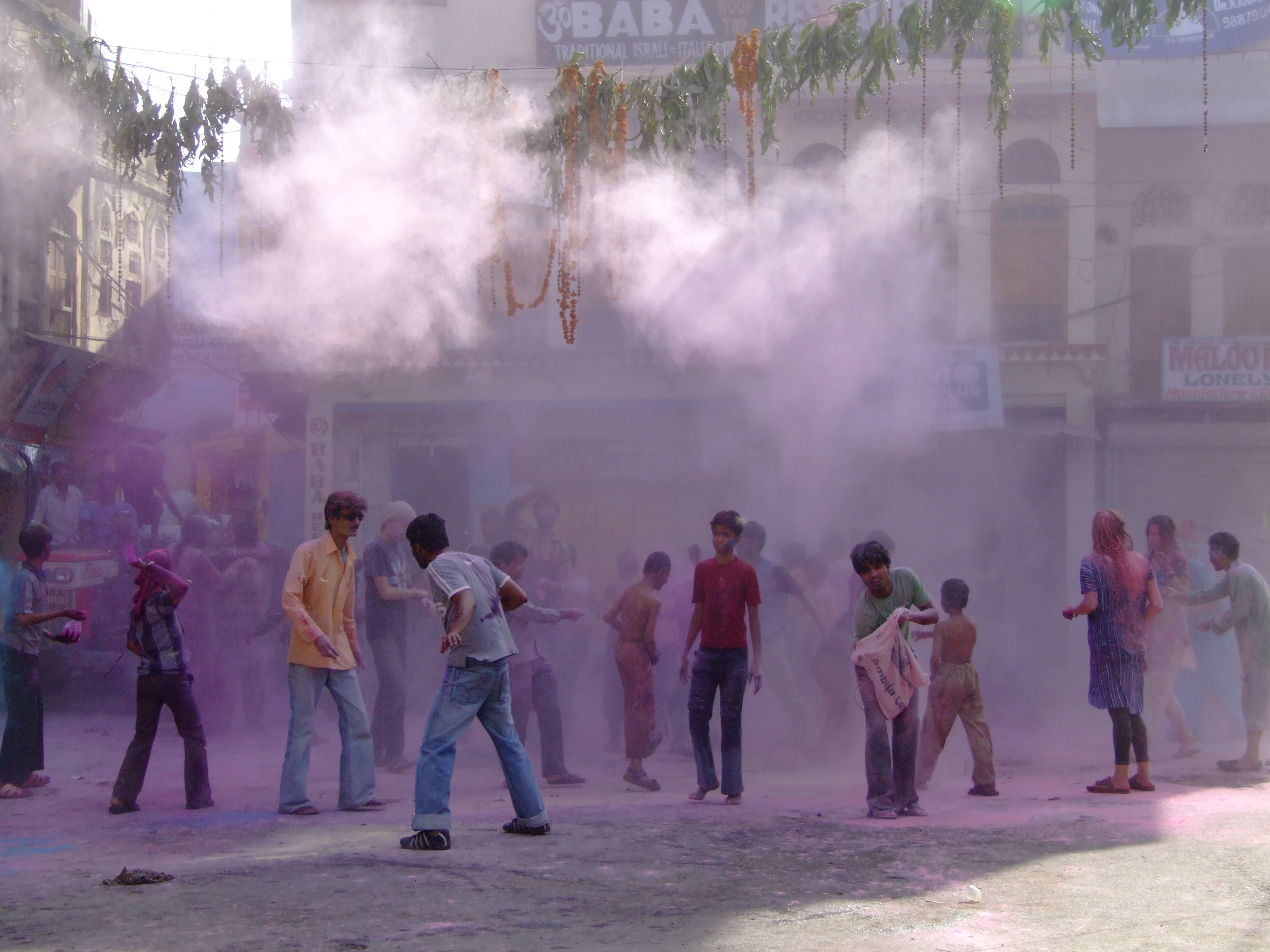
Celebración de Joli en Rayastán.

En el norte de la India, Haryana, Maharashtra y Ahmadabad, en Guyarat, se cuelga un pote de suero en las calles y los jóvenes intentan alcanzarlo y romperlo haciendo pirámides humanas mientras que las muchachas intentan pararlas lanzando el agua coloreada entre ellas para conmemorar las bromas de los pastores amigos de Krisná y el pasatiempo de Krisná de robar mantequilla. En este tiempo, los hombres empapados de colores salen en procesión. Coronan al muchacho que finalmente logra romper el pote como rey de Joli del año para esa comunidad.
En algunos lugares, hay una ofrenda en las familias hindúes sin repartir que las mujeres de las familias atan a sus cuñados con su saris de una cuerda en una mofa, mientras que intentan mojarlas con colores y luego los cuñados traen los caramelos para ellas por la tarde.

### India del sur
Joli al sur es en gran parte un resultado de la influencia de medios, de películas, de la comercialización y de la migración.
Pero en Kochi (Cochín), en Guyarat y otras comunidades indias del norte con centro en Mattancherry celebran Joli con el fervor original.
En el área de Mattancherry de Kochi, hay 22 diversas comunidades que viven en armonía. Por otra parte, los bráhmanas de Sarawat que hablan konkani también celebran Joli en el área de Cherlai de Kochi del oeste.
Localmente lo llaman como Ukkuli en Konkani o Manjal Kuli en Malayalam.
Se celebra alrededor del templo majestuoso de Konkani llamado templo de Gosripuram Thirumala. En Hyderabad, Joli se celebra con gran fervor durante 2 días.

### Cachemira

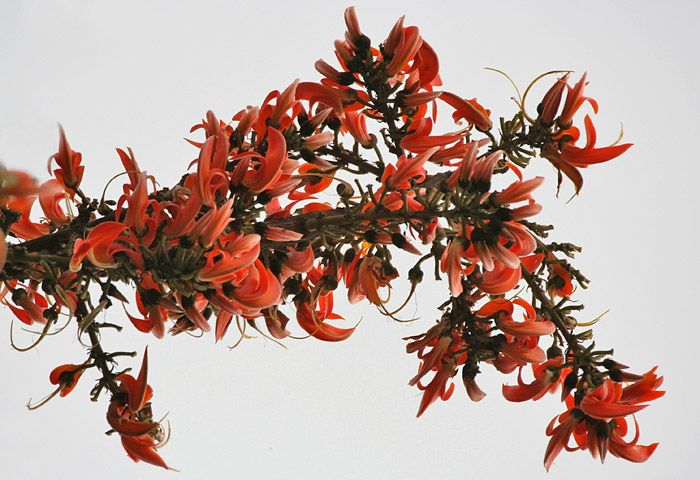
La Butea monosperma es utilizada para la creación de tintes y se considera indispensable para la celebración de la primavera. Calcuta, Bengala Occidental.

Los civiles, así como los oficiales indios de la fuerza de seguridad, celebran Joli en Cachemira. Joli, un festival alegre para marcar el principio de la cosecha del verano, es iniciado lanzando agua y polvo coloreado, y cantando y bailando. La canción popular de Joli. Esta canción popular es realmente un bhayan (canción piadosa) compuesto por Mira Bai, la famosa devota del señor Krisná.

## Regalos de Holi

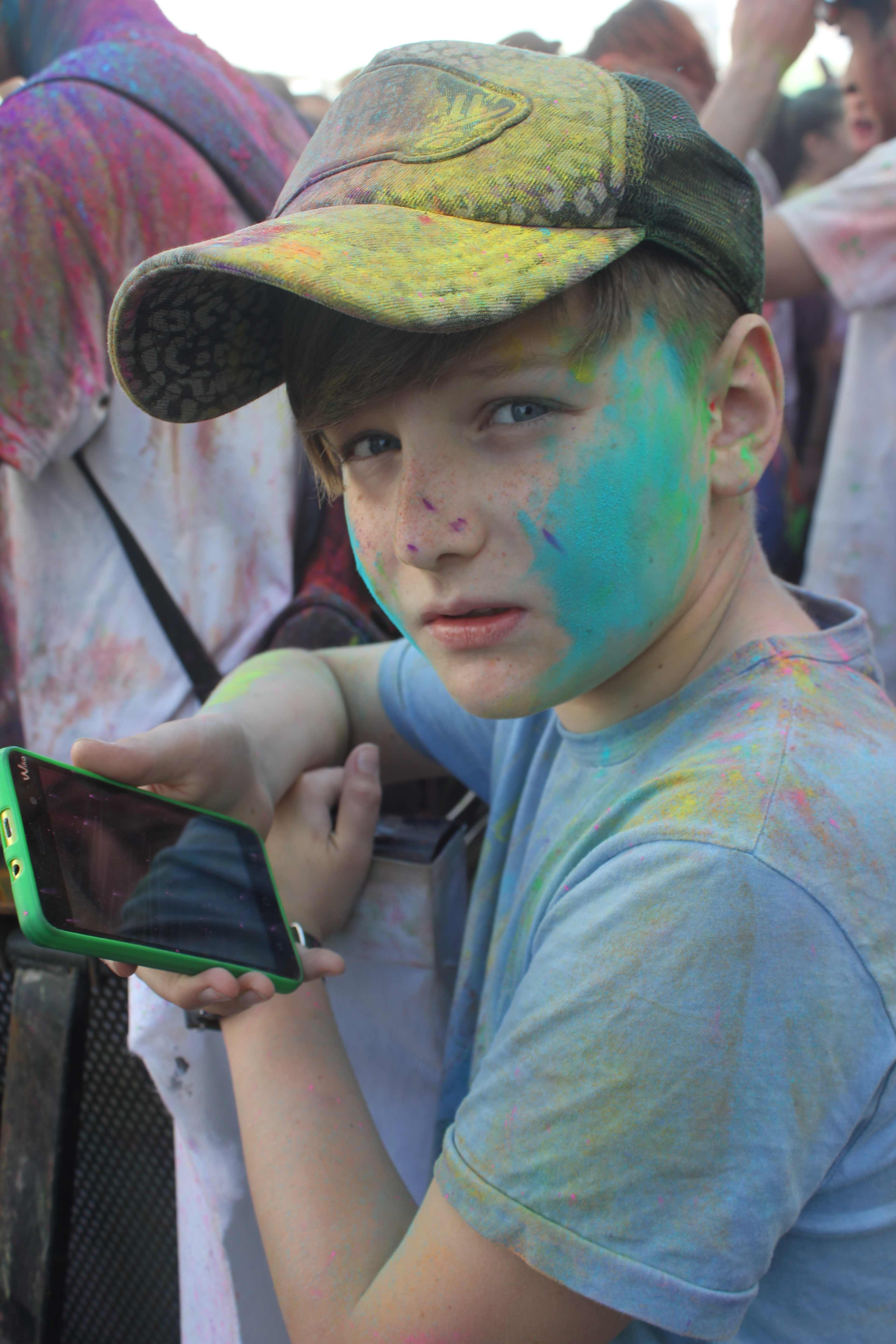
Roma, Italia.

El holi es el festival de la diversión, del romance y de la fraternidad, y los regalos forman una parte importante. En este festival, las cajas de dulces y gujjia son de los regalos más populares de Holi. Otros regalos populares son los paquetes de color y de flores brillantes y coloreadas.
Se suele vestir de blanco para la celebración, especialmente de algodón quebradizo chikan, el salwar para las muchachas y el kurta (camisa hindú) que para los muchachos parecen hermosos, usado después del baño de colores.
Los hombres de negocios que reparten los regalos corporativos a sus empleados, clientes y socios optan generalmente por diarios, calendarios o artículos del hogar, tales como sábanas de cama o artículos de cocina.
Otras ideas creativas del regalo de Joli pueden ser artículos caseros de la decoración y centros de flores hermosos tales como cestas y ramos.